# Thomas Hart Benton (Maler)

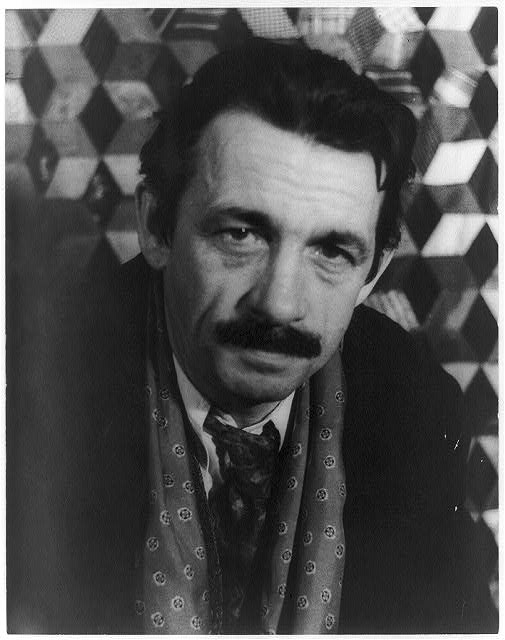
Thomas Hart Benton

Thomas Hart Benton, auch Tom Benton (* 15. April 1889 in Neosho, Missouri; † 19. Januar 1975 in Kansas City, Missouri), war ein US-amerikanischer Maler. Er gilt als ein Vertreter des Amerikanischen Regionalismus und Muralismus. Seine cartoon-ähnlichen Gemälde zeigen Alltagsszenen aus dem Mittleren Westen, insbesondere ländliche Bilder des vorindustriellen Agrarlebens.
Er war Lehrer in New York an der Art Students League, einer seiner Schüler war Jackson Pollock.

## Frühe Jahre
Thomas Hart Benton wurde als Enkel des gleichnamigen ehemaligen US-Senators Thomas Hart Benton geboren. Auch sein Vater war als Rechtsanwalt und Kongressabgeordneter tätig. Seine Kindheit verbrachte er sowohl in Missouri als auch in Washington, D.C. Er lehnte sich gegen den Wunsch seiner Eltern auf, eine Politikerkarriere einzugehen, und interessierte sich stärker für Kunst. Als Teenager zeichnete er Cartoons für die Ortszeitung von Joplin (Missouri), den Joplin American.

## Ausbildung
1907 ließ sich Benton beim Art Institute of Chicago einschreiben, aber schon 1909 wechselte er nach Paris, wo er an der Académie Julian seine Ausbildung fortsetzte. In Paris traf Benton auf andere nordamerikanische Künstler wie beispielsweise Diego Rivera und Stanton Macdonald-Wright, ein Vertreter des Synchromismus. Wrights Einfluss verlieh Bentons Werk starke synchromistische Züge.

## Lehrtätigkeit
Benton unterrichtete am Art Students League in New York. Jackson Pollock war einer seiner Studenten (von 1929 bis 1931).

## Mitgliedschaften
1942 wurde Thomas Hart Benton in American Academy of Arts and Letters aufgenommen. 1956 wurde er zum Mitglied (NA) der National Academy of Design gewählt.